# Neocorynura pilosifacies
Neocorynura pilosifacies (лат.) — вид одиночных пчёл из рода Neocorynura (триба Augochlorini, семейство Halictidae).

## Распространение
Южная Америка: Бразилия.

## Описание
Мелкие пчёлы, длина тела менее 1 см (длина тела самок 9 мм). Отличаются следующими признаками: мезэпистернум пунктированный; лицо с длинными белыми и чёрными отстоящими волосками; окологлазничная область зелёная; птеростигма жёлтая, а крыловые жилки коричневые; латеральные углы пронотума шире своей длины; передний край мезоскутума не выступает над пронотумом; в окраске тела преобладает оливково-зелёный цвет; гипостомальный киль не пластинчатый; тергиты брюшка двухцветные (зелёные и чёрные). Слабоопушенные осовидные насекомые, тело почти голое, металлически блестящее, зеленоватые (но без голубого). Внутренняя метатибиальная шпора задней ноги гребенчатая, базитибиальная пластинка сильно окаймленная, эпистомальная бороздка притуплённая, суженный мезоскутальный передний край, предглазничный гребень килевидный.